# Métallure dorée
Metallura iracunda
Espèce
Statut de conservation UICN

 EN B1ab(i,ii,iii) : En danger
Statut CITES
La Métallure dorée (Metallura iracunda) est une espèce de colibris de la sous-famille des Lesbiinae et de la tribu des Lesbiini.

## Distribution
La Métallure dorée occupe une aire restreinte à cheval sur la frontière de la Colombie et du Venezuela.

Carte de répartition de l'espèce

## Référence
(en) « Neotropical Birds Online », Cornell Lab of Ornithology, 4 octobre 2011